# Katastrofa samolotu MD-87 w Houston
Katastrofa samolotu MD-87 w Houston – 19 października 2021 r. samolot McDonnell Douglas MD-87, zarejestrowany jako N987AK, zapalił się podczas startu i rozbił się ok. 500 m od portu lotniczego z którego startował. Wszystkie 21 osób na pokładzie (18 pasażerów i 3 członków załogi) zostało bezpiecznie ewakuowanych z samolotu.

## Samolot

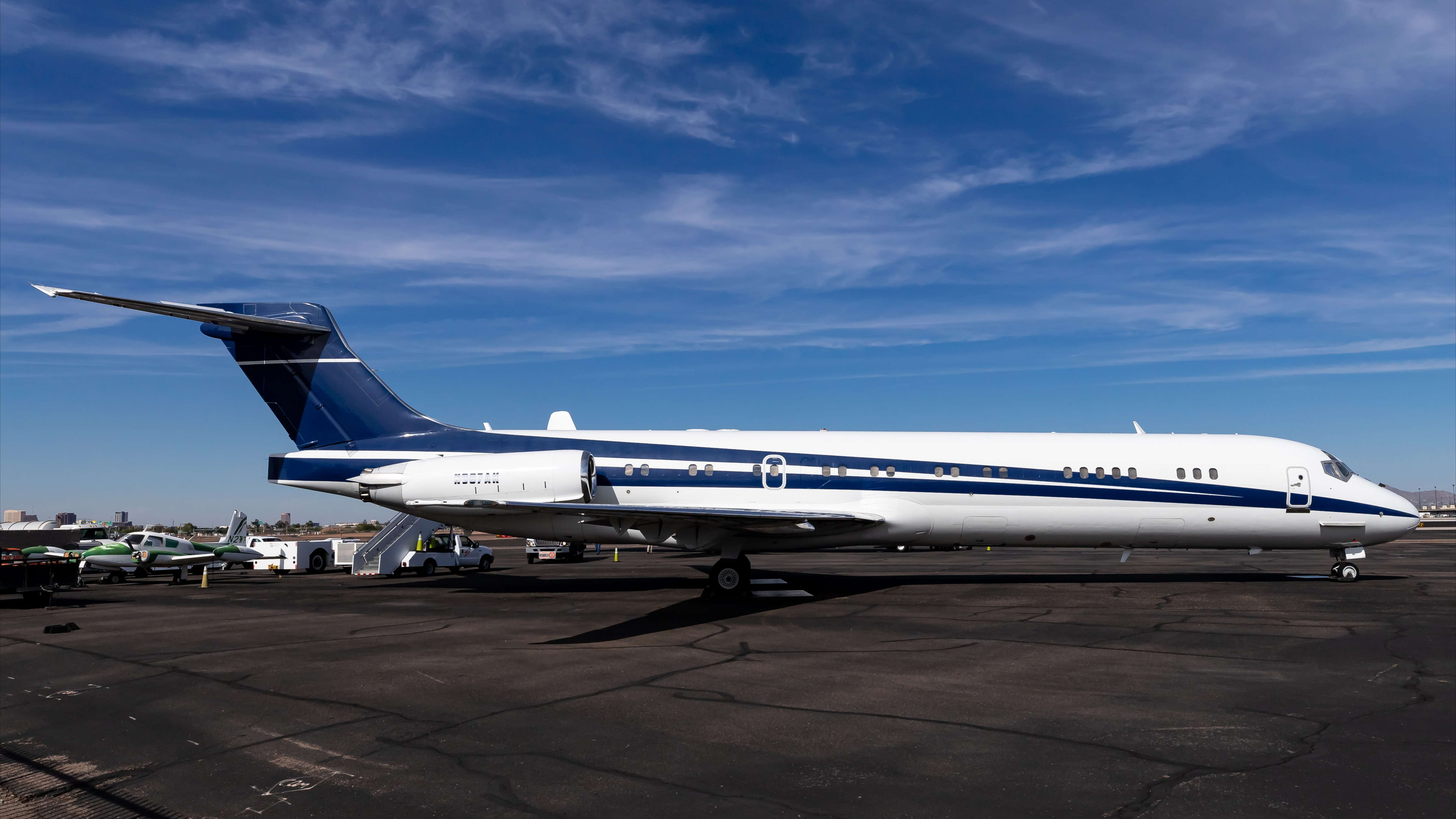
N987AK, samolot biorący udział w wypadku

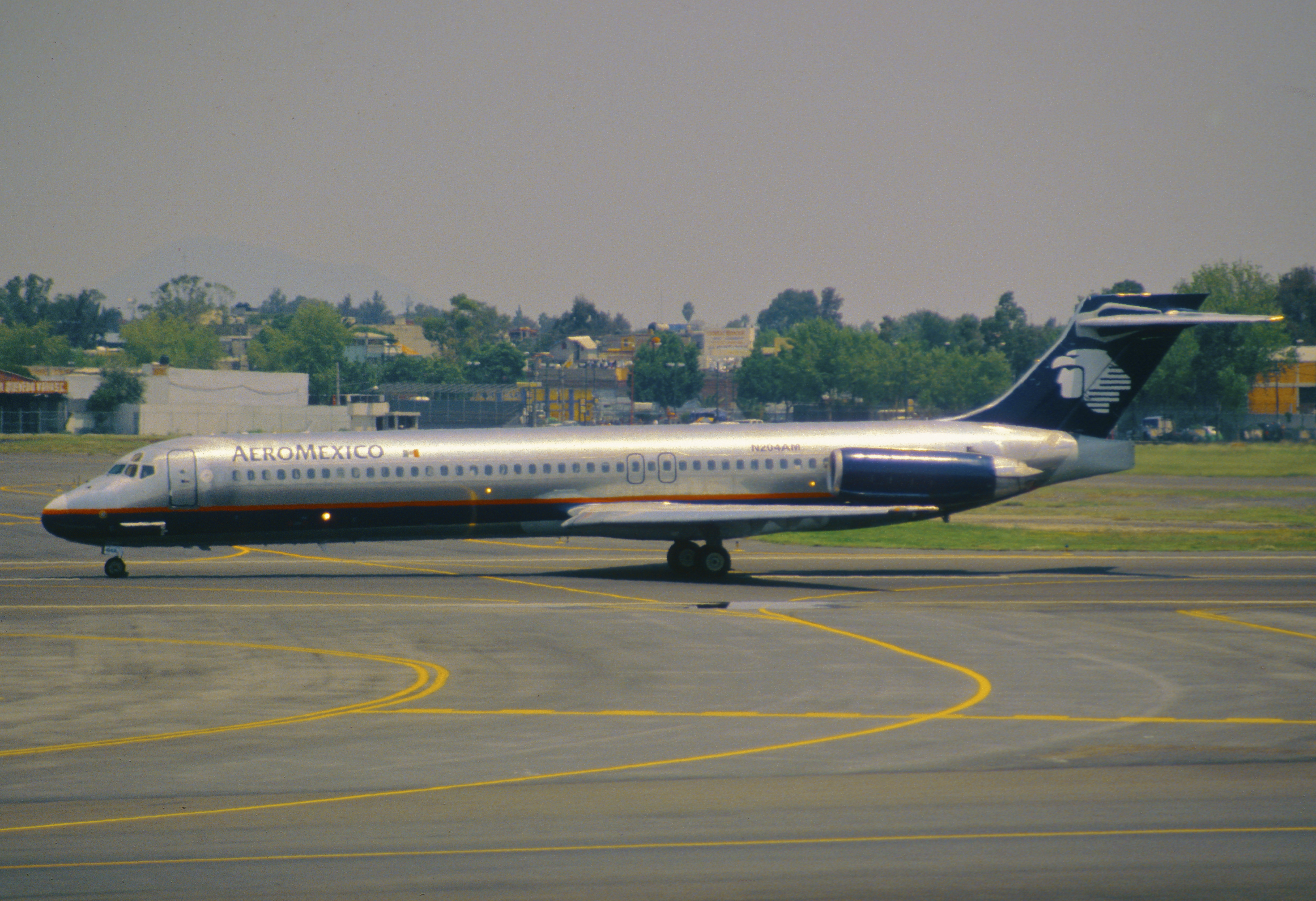
Ten sam samolot, widziany w 2003 roku, kiedy był eksploatowany w Aeromexico, pod rejestracją N204AM

Był to 33-letni McDonnell Douglas MD-87, zarejestrowany jako N987AK. Pierwotnie został dostarczony do Finnair w 1988 roku jako OH-LMB. Później sprzedany firmie Aeroméxico w 2000 r. jako N204AM, samolot następnie przeszedł przez kilka innych linii lotniczych, aż w 2015 r. został wprowadzony do służby, jako N987AK.

## Lot
Samolot odbywał nieregularny lot czarterowy z Brookshire w Teksasie do Bostonu w stanie Massachusetts. Samolot wystartował o godz. 10:00 z pasa 36, uderzył jednak w linię energetyczną, oraz natychmiast się zapalił. Pilotom jednak udało się bezpiecznie posadzić maszynę na ziemi, ok. 500 m od pasa startowego.
Wszystkich 21 pasażerów na pokładzie uciekło bezpiecznie z płonącego samolotu. Lekko ranne zostały 2 osoby. Służby ratownicze podjęły działania z użyciem środków ognioochronnych i skutecznie opanowały pożar. Samolot spłonął z nienaruszonym ogonem.

## Dochodzenie

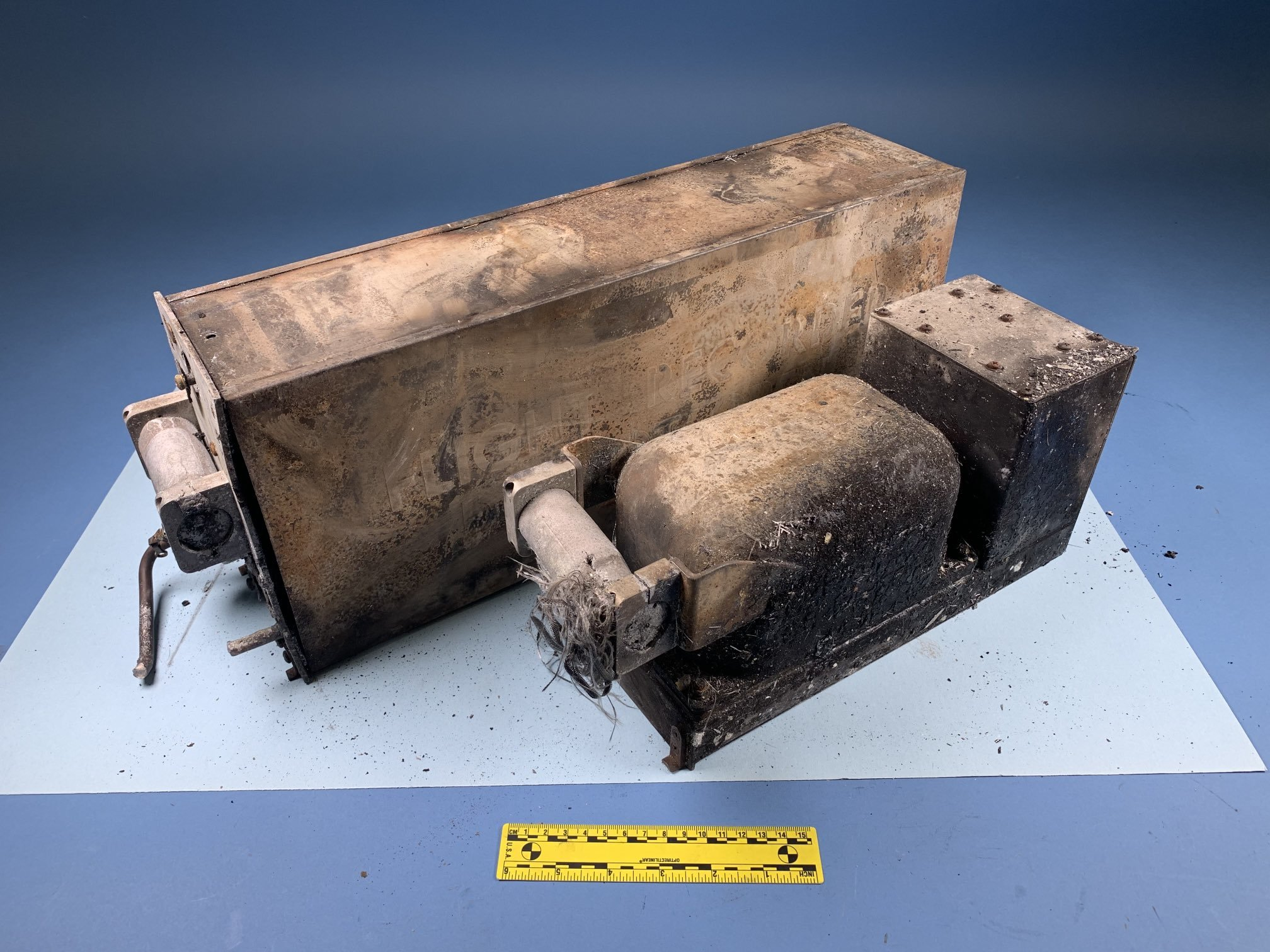
Rejestrator parametrów lotu samolotu (po lewej) i rejestrator rozmów w kokpicie (po prawej) feralnej maszyny.

NTSB prowadzi dochodzenie w sprawie wypadku. Z wraku samolotu wydobyto uszkodzone przez pożar rejestratory parametrów lotu i rozmów.